# Puntal dels Escambrons
El Puntal dels Escambrons es una montaña aislada situada en la parte oeste de la provincia de Tarragona, España de unos 500 metros de altitud sobre el nivel del mar. Está situada entre los términos municipales de Almatret y Ribarroja de Ebro, así como la comarca leridana de Segriá, de la que es la montaña de mayor altitud.
En ella y los alrededores se encuentra un parque eólico del mismo nombre.